# Biblioteca Popular de Sallent

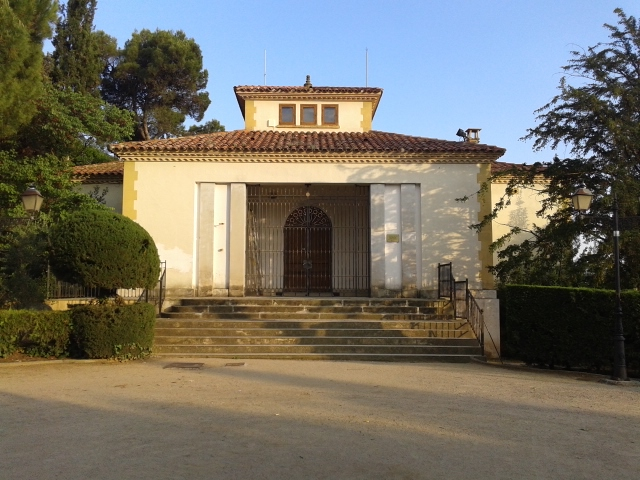
L'edifici de l'antiga Biblioteca Popular de Sallent (Foto 2014)

La Biblioteca Popular de Sallent va acollir la biblioteca pública de Sallent (Bages) entre 1918 i 1989. Va ser projectat per l'arquitecte Lluís Planas i Calvet i era d'estil noucentista, però les posteriors modificacions han fet irreconeixible l'aspecte original. Està inclòs en l'Inventari del Patrimoni Arquitectònic Català, i actualment acull el Centre de Cultura Joan Puig i Elias, seu de Ràdio Sallent, Foto Club Sallent i altres activitats culturals.

## Descripció
L'edifici consta d'una sola planta, amb un soterrani per a la calefacció al costat dret. A l'estructura quadrada original s'hi afegiren un cos al costat dret i un altre a l'esquerra, que, juntament amb les reformes exteriors, fan que l'edifici no tingui gaire a veure amb l'aspecte noucentista primitiu. Es conserven, a l'interior, quatre columnes jòniques que decoren i sostenen un cos elevat central.
En el seu origen, l'espai interior estava compost per la sala de lectura, il·luminada per les finestres del cos elevat, la sala de conferències i les dependències de serveis i de treball intern. En total, l'edifici ocupava 200 m² L'any 1943, amb motiu del 25è aniversari de la biblioteca, l'edifici es va ampliar amb una ala esquerra que va acollir la sala infantil, i es van eliminar els elements decoratius: les cúpules, el frontis i les columnes.
Les obres d'ampliació i restauració de 1943 i 1968, entre d'altres, van fer desaparèixer l'estil noucentista original. Els 1990, ja sense la biblioteca, l'edifici va ser restaurat per l'Escola-Taller.

## Història
El 1915, la Mancomunitat de Catalunya va convocar un concurs per a construir les primeres biblioteques del seu pla de Biblioteques Populars. L'Ajuntament de Sallent s'hi va presentar, i el 23 de desembre el Consell de la Mancomunitat de Catalunya va concedir a la vila una biblioteca pública. Per a la construcció es va escollir el projecte de l'arquitecte Lluís Planas, i el 28 de maig del 1916 va sortir a subhasta la construcció de la biblioteca de Sallent, que va guanyar Ramon Fontanet i Guiu per 26.000 ptes. Fou una de les quatre primeres biblioteques públiques que va construir la Mancomunitat de Catalunya el 1918, juntament amb les de Valls, Olot i les Borges Blanques, una per a cada província. La Biblioteca Popular de Sallent es va edificar als afores de la població, en uns terrenys anomenats Camp de Palau, que havien estat cedits a l'Ajuntament pel seu propietari, Martí Arau i Quintana. Per a accedir-hi des del nucli urbà, es va haver de construir un pont i un nou passeig, que es va anomenar Passeig de la Mancomunitat (posteriorment Passeig de la Biblioteca). Amb la contribució de l'Elèctrica Sallentina, es va urbanitzar i enjardinar l'entorn de l'edifici i del passeig, que formen part actualment del Parc Municipal Pere Sallés, que acull també les escoles.
La biblioteca es va obrir al públic el 16 de setembre del 1918, durant la Festa Major, i es va inaugurar oficialment el 29 de setembre. En els seus inicis, comptava amb un fons d'uns 2.000 llibres, d'accés lliure per a la consulta a sala. El 1921 es va iniciar el servei de préstec de llibres per llegir-los a casa, i v ser gestionada per la Mancomunitat de Catalunya fins al 1925, per la Diputació de Barcelona fins al 1931 i per la Generalitat de Catalunya fins al 1939. Va estar tancada mig any a finals de la Guerra Civil i va tornar a obrir l'agost del 1939, depenent novament de la Diputació. El 1940 li van posar el nom de Beato Antonio Maria Claret, i posteriorment San Antonio Maria Claret.
El 1989, la biblioteca va tancar per diversos problemes a l'estructura de l'edifici, i va ocupar provisionalment l'espai de la Sala Vilà i Valentí, fins que el 1998 es va traslladar a l'antiga fàbrica tèxtil Torres Amat (vegeu Cal Torres). El fons de l'antiga Biblioteca Popular està dipositat a la sala-biblioteca de la Casa Museu Torres Amat.